# Orchidlands Estates
Orchidlands Estates est une census-designated place des États-Unis située dans le district de Puna, dans le comté de Hawaï de l'État du même nom, dans le Sud-Est de l'île d'Hawaï.
La localité se trouve sur les flancs du Kīlauea, au nord-est de sa caldeira sommitale.

## Démographie
| Groupe            | Orchidlands Estates | Hawaï | États-Unis |
| ----------------- | ------------------- | ----- | ---------- |
| Métis             | 32,1                | 23,6  | 2,9        |
| Blancs            | 32,0                | 24,7  | 72,4       |
| Asiatiques        | 21,7                | 38,6  | 4,8        |
| Océaniens         | 11,0                | 10,0  | 0,2        |
| Autres            | 1,7                 | 1,3   | 6,2        |
| Afro-Américains   | 0,8                 | 1,6   | 12,6       |
| Amérindiens       | 0,6                 | 0,3   | 0,9        |
| Total             | 100                 | 100   | 100        |
|                   |                     |       |            |
| Latino-Américains | 14,7                | 8,9   | 16,7       |

Selon l'American Community Survey pour la période 2011-2015, 85,43 % de la population âgée de plus de 5 ans déclare parler l'anglais à la maison, 9,95 % une langue polynésienne (principalement l'ilocano), 2,60 % l'espagnol, 1,60 % le tagalog et 0,42 % le japonais.